# Франсішку I (нгола Матамби)
Франсішку I (д/н — 4 вересня 1681) — 11-й нгола (володар) незалежної держави Ндонго і 7-й нгола держави Матамба в 1680—1681 роках.

## Життєпис
Походив з династії Гутьєреш. Син Жоао та Барбари Мбанді. 1663 року його мати стала правителькою (нголою) держави Матамба-Ндонго. Втім 166 року її було повалено військовиком Нзінґа Мона. Разом з батьком втік до Луанди під захист португальців.
У 1669 році Жоао на деякий час відвоював державу дружини, але 1670 року сам зазнав поразки й загинув. Ймовірно на той час Франсішку ще був посить молодим, тому лише 1680 року зміг виступити проти Нзінґи Мони, якого переміг, захопивши трон.
Виявив самостійні наміри, що не подобалося португальцям. Приводом стало вторгнення до Касандже, що було союзником Португалії. 1681 року португальські загони на чолі із Луїшем Лопопешем да Секейру виступили проти нголи Франсішку I. В запеклій битві біля Католе війська Матамби спочатку перемогали, але підхід на допомогу військ імбангали з Касандже змінив ситуацію — Франсішку I загинув, а матамбійці відступили. Португальці через втрати, насамперед загибель да Секейру, не мали змоги їх переслідувати. Трон Матамби-Ндонго отримала сестра загиблого — Вероніка I.